# Atjibachibergen
Atjibachibergen (georgiska: აჩიბახის ქედი, Atjibachis kedi), eller bara Atjibachi (აჩიბახი), är en mindre bergskedja i Georgien. Den ligger i den autonoma republiken Abchazien i den nordvästra delen av Georgien, 400 km nordväst om huvudstaden Tbilisi. Kedjan är en del av Stora Kaukasus. Här finns bland annat berget med samma namn, Atjibachi.